# Паулина фон Анхалт-Бернбург
Паулина Христина Вилхелмина фон Анхалт-Бернбург (на немски: Pauline Christine Wilhelmine von Anhalt-Bernburg; * 23 февруари 1769 в Баленщет; † 29 декември 1820 в Детмолд) от династията Аскани е принцеса от Анхалт-Бернбург и чрез женитба първата княгиня на Липе-Детмолд (1796 – 1802) и регентка от 1802 до 1820 г.
Тя е дъщеря на княз Фридрих Албрехт фон Анхалт-Бернбург (1735 – 1796) и съпругата му принцеса Луиза фон Шлезвиг-Холщайн-Зондербург-Пльон (1748 – 1769), дъщеря на херцог Фридрих Карл фон Шлезвиг-Холщайн-Зондербург-Пльон (1706 – 1761) и съпругата му графиня Христиана Ирмгард фон Ревентлов (1711 – 1779). Няколко дена след раждането ѝ майка ѝ умира от шарка.
Паулина е добра ученичка, учи латински, френски, история и обща икономика. Още на 13 години тя помага на баща си в управлението. Тя поема френската кореспонденция между резиденцията в дворец Баленщет и Бернбург.
Паулина се омъжва на 2 януари 1796 г. в Баленщет за княз Фридрих Вилхелм Леополд I фон Липе-Детмолд (1767 – 1802), син на граф Симон Август (1727 – 1782) и втората му съпруга Мария Леополдина фон Анхалт-Десау (1746 – 1769). Той е от 1789 г. първият княз на Липе-Детмолд.
След шестгодишен брак княз Леополд I умира на 34 години на 4 април 1802 г. от чревна туберкулоза. Паулина поема на 18 май регентството за почти 20 години до 3 юли 1820 г. за малолетния си син Леополд II. Паулина е от 1818 до смъртта си 1820 г. също кмет на Лемго. На 27 декември 1808 г. княгиня Паулина цур Липе подписва нареждането за премахване на крепостничество в Липе против желанието на изключените от съ-управлението съсловия на страната. Наредбата влиза в сила на 1 януари 1809 г.
Тя умира на 29 декември 1820 г. на 51 години в Детмолд.

## Деца
Паулина и Леополд I фон Липе-Детмолд имат децата:
- Паул Александер Леополд II (1796 – 1851), 2. княз на Липе-Детмолд, женен на 23 април 1820 г. в Арнщат за принцеса Емилия фон Шварцбург-Зондерсхаузен (1800 – 1867)
- Фридрих принц фон Липе (* 8 декември 1797; † 20 октомври 1854)
- Луиза (* 17 юли 1800; † 18 юли 1800)[8]

- Личен ръкопис за конституцията от княгиня Паулина от 1819 г.
- Паулина, 1801
- Паметник на Паулина в Бад Майнберг
- Паметна плоча на дворцовия площад в Детмолд
- Липехоф в Лемго, днес гимназия